# Lauquet
Der Lauquet ist ein Fluss in Frankreich, der im Département Aude in der Region Okzitanien verläuft. Er entspringt im Gemeindegebiet von Bouisse, entwässert mit mehreren abrupten Richtungsänderungen generell Richtung Nordwest und mündet nach rund 36 Kilometern im Gemeindegebiet von Couffoulens als rechter  Nebenfluss in die Aude.

## Orte am Fluss
(Reihenfolge in Fließrichtung)
- Caunette-sur-Lauquet
- Clermont-sur-Lauquet
- Greffeil
- Ladern-sur-Lauquet
- Saint-Hilaire
- Verzeille
- Leuc
- Couffoulens